# オクトキュービック
オクトキュービックは、主に外国為替証拠金取引、商品先物取引を取り扱っていた、インターネット専業の投資サービス会社。

## 特徴
- オクトキュービックはかつて外国為替取引(FX)サービス「オクトFX」及び商品先物取引サービス「Expert（エキスパート）」を提供していたインターネット専業の投資サービス会社。
- 三井住友銀行と信託契約を締結し、顧客からの預かり資産を信託口座にて分別管理していた（信託分別管理）。
- 「オクトFX」において、初心者向け、特に働く女性向け「ガイタメジェンヌ」サイトを運営。女性限定セミナーやキャンペーンなども行っていた。

## 沿革
- 1999年 3月： 岡藤商事株式会社通信取引部（前身）においてインターネット商品先物取引サービス「Expert」開始
- 2001年 11月：専用アプリケーション版「ExpertII」リリース
- 2002年 5月： 電話版外国為替取引(FX)サービス「Forex24SD」（現「オクトFX」）開始
- 2002年 11月：インターネット版外国為替取引(FX)サービス「Forex24」（現「オクトFX」）開始
- 2004年 6月： モバイル版「Expert-plus」開始
- 2005年 2月： 岡藤商事分割準備株式会社設立（現　株式会社オクトキュービック）
- 2005年 4月： 岡藤ホールディングス株式会社設立。持株会社制へ移行
- 2005年 6月： 岡藤商事株式会社通信取引部が正式に分社され、株式会社オクトキュービック開業
- 2005年 6月： 外国為替取引(FX)サービスにおいて、インターネット版と電話版システムを統合し、自社開発システムに変更
- 2005年 10月：「Forex24」（現「オクトFX」）において、 三井住友銀行による信託保全スキームを採用し、顧客資産の保全を強化
- 2005年 11月：「Forex24」（現「オクトFX」）モバイル版リリース
- 2006年 1月： 金融先物取引業者登録（現　金融商品取引業者　登録番号：関東財務局長（金商）第261号）
- 2006年 12月：女性のためのFXサイト「FXガイタメジェンヌ」をオープン
- 2007年 1月： 株主割当により増資を実施
- 2007年 3月： FX情報サービス「MarketWin24」の配信開始
- 2007年 4月： 外国為替取引(FX)サービス名称を「オクトFX」に変更
- 2007年 4月： ウェブ版「オクトFX」をリリース
- 2008年 9月： 三京証券と合併。「オクトFX」を三京証券に、「Expert（エキスパート）」を岡藤商事へ事業譲渡